# Kalle Ankas universum

Calisota, den fiktiva USA-staten där Ankeborg (Fort Donaldville) ligger

Kalle Ankas universum, fiktivt universum kretsande kring Walt Disneys tecknade figur Kalle Anka och staden Ankeborg (engelska: Duckburg).
Musse Piggs universum är mycket närbesläktat med Kalle Ankas, men då de två numera sällan sammanblandas – åtminstone inte i serietidningarnas värld – torde det vara mer korrekt att se dem som skilda världar även om vissa har teorier att de helt enkelt bor i olika delar av Ankeborg och den fiktiva staten vilket såklart är svårt att bevisa i ett väldigt komplicerat universum skapat av många olika tecknare och studios genom årtionden.

## Figurer

### Figurer från dagspresserier och tidiga kortfilmer
Kalle tog sina första stapplade steg i 1930-talets Musse Pigg-kortfilmer (Mickey Mouse Cartoons) och samtida dagstidningars seriesidor, tecknade av Al Taliaferro, till manus av inledningsvis Ted Osborne och senare i huvudsak Bob Karp. Detta föregick det Ankeborg som skapades av Carl Barks. En del figurer som skapades under den här perioden har försvunnit från scenen sedan dess, men de som överlevde kom att bilda den absoluta kärnan av Kalle Ankas universum.
Varför vissa figurer skulle komma att klara tidens gång medan andra föll i glömska, berodde troligen mycket på slumpen. Intressant är dock att notera att de figurer som Carl Barks kom att föra in i sina serier, skulle bli de som överlevde, medan de som han inte kom att inkludera idag är så gott som bortglömda.
Notera att det vid det här laget ännu inte hade skett någon tydlig separation från Musse Piggs universum. Den kom att ske först i och med Carl Barks serier.
- Kalle Anka (Donald Duck, skapad 1934)
- Knatte, Fnatte och Tjatte Anka (Huey, Dewey and Louie Duck, 1937)
- Bolivar (Bolivar, 1938)
- Mårten Gås (Gus Goose, 1938)
- Kajsa Anka (Daisy Duck, 1940)
- Farmor Anka (Grandma Duck, 1943)

Idag bortglömda figurer
- Gåtte Gris (Peter Pig, 1934)
- Donna Anka (Donna Duck, 1937)
- Åsnan Basilio (Basil the Burro, 1937)
- Strutsen Hortensia (Hortense the Ostrich, 1938)
- Spinky Gässling (Socrates M. Goosling, 1944)
- Behemoth (Behemoth, 1945)

### Figurer skapade av Carl Barks
Carl Barks har haft stor betydelse för framväxten av Kalle Ankas värld. Inte nog med att han skapade många av de allra mest färgstarka ankeborgarna – det var också han som skapade och namngav själva Ankeborg, och därmed definitivt kom att skilja Kalle Ankas värld från Musses. När han påbörjade sitt jobb med Kalle Anka-serien var Kalle en pajas och ganska platt figur som levde i en relativt begränsad värld. När han 25 år senare pensionerade sig hade han utvecklat ankan till en komplex och djupt mänsklig personlighet, centrum i ett universum som, enligt människor världen över, saknar motstycke. Förutom de figurer som han själv både skapade och etablerade kom även flera av hans mest färgstarka bifigurer senare att tas upp av igen av andra serieskapare.
- Grannen Olsson (Neighbour Jones, 1943)
- Herbert (Herbert, 1944)
- Joakim von Anka (Scrooge McDuck, 1947)
- Alexander Lukas (Gladstone Gander, 1948)
- Björnligan (the Beagle Boys, 1951)
- Gröngölingskåren (the Junior Woodchucks, 1951)
- Cornelius Knös (Cornelius Coot, 1952)
- Oppfinnar-Jocke (Gyro Gearloose, 1952)
- Kicki, Pippi och Titti (April, May and June, 1953)
- Snuffe (Snoozie, 1953)
- Grönspättorna (the Junior Chickadees, 1955)
- Medhjälparen (the Little Helper, 1956)
- Guld-Ivar Flinthjärta (Flintheart Glomgold, 1956)
- Fröken Näbblund (Miss Quackfaster, 1961)
- Magica de Hex och Nemesis (Magica de Spell och Ratface, 1961)

Bifigurer
- Pelle Sothöna (Cuthbert Coot, 1945)
- Zombien Bombie (Bombie the Zombie, 1949)
- Azur Blå (Azure Blue, 1952)
- Tyra Trollpacka och Beelzebub (Witch Hazel och Beelzebub, 1952)
- Glittriga Gullan och Svarten (Glittering Goldie och Blackie, 1953)
- Maurice Kosingberg (Monsieur Mattressface, 1955)
- Jungman Carlo Anka (Pintail Duck, 1956)
- Styrman Malkolm Anka (Malcolm "Matey" McDuck, 1956) - en förfader till Joakim von Anka som var styrman och pirat på skeppet "Falken" som förliste 1564.
- Havbard von Anka (Seafoam McDuck, 1953)
- Sten Krävenberg (Chisel McSue, 1953)
- Sten Knipeslug Krävenberg (Swindle McSue)
- "Björnfarfar" Björn Bandhund ("Granpa" Blackheart Beagle, 1957)
- Oppfinnar-Knutte (Ratchet Gearloose, 1957)
- Pontus von Pluring (John D. Rockerduck, 1961)
- Snorke Anka (Whitewater Duck, 1962)
- Kufe Knyck (Soapy Slick, 1965)

### Andra äldre amerikanska figurer
Parallellt med Carl Barks, skrev och tecknade en mängd andra serieskapare för det amerikanska förlaget. Ingen av dem nådde dock upp i närheten av Barks, och efter att han 1967 hade pensionerat sig kom i mångt och mycket utvecklingen av Kalle Ankas universum i hemlandet att stagnera - åtminstone den utveckling som gick i positiv riktning. Manusförfattare som Vic Lockman och Dick Kinney och tecknare som Al Hubbard, Tony Strobl och Jack Bradbury skapade även de nya ankor och andra figurer, men flertalet av dessa har försvunnit idag. En handfull figurer från denna epok, som tog slut när den amerikanska förläggaren 1984 lade ned den sista Disneytidningen, tål dock att lyftas fram.
- Lycko-Axel Lukas (Shamrock Gander, 1955)
- Teofil Gnölén (Si Bumpkin, 1960)
- Ludwig von Anka (Ludwig Von Drake, 1961)
- Knase Anka (Fethry Duck, 1964)
- Kisse (Tabby, 1964)
- Skogs-Ola och Racka (Hard Haid Moe och Hannibal, 1964)
- Newton (Newton, 1965)
- Björnglina (the Beagle Brats, 1965)
- Björnfarmor (Granny Beagle, 1965)
- Emil Örn (Emil Eagle, 1966)
- 0.0. Duck och Mata Harrier (1966, ej publicerade på svenska)
- Moby Duck och Tumle (Moby Duck och Porpy, 1968)
- Blunder (Dimwitty Duck, 1968)

### Danska och sentida amerikanska figurer
När den amerikanska utgivaren av disneyserier lade ner sin verksamhet 1984 blev det med tiden klart att den danska produktionsjätten Gutenberghus (nuvarande Egmont), som hade gjort disneyserier sedan tidigt 60-tal, skulle komma att bli dess arvtagare. En stor produktion fanns (och finns) visserligen också i Italien (se nedan) men då denna redan tidigt hade utvecklats i en annan riktning var det de danskbaserade kreatörerna som kom att axla den amerikanska Kalle-traditionens fallna mantel. En inte oansenlig mängd serier producerades även i bl.a. Nederländerna och Frankrike (som båda faktiskt hade tillverkat disneyserier längre än den danska utgivaren), men i jämförelse med Gutenberghus så var deras produktion inte stor.
Så under 1900-talets två sista decennier började en nytändning av Kalle Anka-serierna märkas. I USA började det lilla förlaget Gladstone producera nya serier, gjorda av nya drivna serieskapare, och i Europa blev de danskbaserade kreatörerna allt stilsäkrare. När Gladstone lämnade seriemarknaden övergick deras mest hängivna disneykreatörer till Egmont, som idag har tecknare och manusförfattare över hela jordklotet, och därmed skriver sina manus på engelska (p.g.a detta är även originalnamnen på deras figurer engelska).
Denna Kalle-seriernas nya, smygande renässans berodde till stor del på att man "gick tillbaka till rötterna" - serieskapare som Don Rosa och William Van Horn och tecknare som Millet, Vicar och Daniel Branca var tydligt inspirerade av Carl Barks och måna om att leva upp till hans arv. Denna "kreativa nostalgism" har dock inte hindrat att också en handfull nya, uppfriskande figurer sett dagens ljus, även om dessa ännu inte torde ha blivit helt etablerade i läsekretsen.
- Dunstan von Anka (Douglas McDuck, 1981)
- Baron Vicke Virum (Baron Itzy Bitzy) är Joakim von Ankas visslande loppa, och blev i serien "Lost On A Dog", från 1988 köpt för 6 729,16 $ för sin förmåga att vissla klassiska musikstycken. Han förekommer även i ett antal av Van Horns Duck Tales-serier. På svenska har Baronen, som han allmänt kallas för, bland annat setts i Trollskrinet i Kalle Anka & C:o 19/20 1993. I 47 2005 när det var bergstiggning hette ett berg "Vicke Virum-berget".
- Slöfus McFjäs (Rumpus McFowl) skapades 1994 av William Van Horn och har därför inte har ett engelskt originalnamn. Slöfus introducerades som en sniken kusin till Joakim von Anka, men det avslöjades snart att han var Joakims halvbror. Han är betraktad som en utomäktenskaplig son till sin far Fergus von Anka och Vera O'Rapp, antingen en kusin till Dunhilde O'Rapp som senare blev Fergus hustru. Slöfus har uppenbarligen ändrat sitt efternamn, eftersom ingen förälder bär det. Slöfus bor troligen numera i Joakim von Ankas pengabinge.
- Stinko Lusrygg (Woimly Filcher, 1993)
- Prinsessan Umpa (Princess Oona, 1993)
- Oppfinnar-Pålle (Fulton Gearloose, 1993)
- Tachyon Svisch (Tachyon Farflung, 1993)
- Folke Fiskmås (Sonny Seagull, 1996)
- Armand Lutin (Arpin Lusene, 1997)
- IT-laget (the I-Team, 2000)
- Monsieur Molay (Monsieur Molay, 2001)

### Italienska figurer
Parallellt med den utveckling som ovan har tagits upp, den som i allt väsentligt pågått i USA och norra Europa, har sedan mitten på 1900-talet en annan utveckling skett i Italien. Innovativa och djärva serieskapare som Marco Rota, Giorgio Cavazzano, Giovan Battista Carpi och framför allt Romano Scarpa förvaltade Barks arv väl och kom att utveckla den italienska Disneyvärlden till att bli mer expressiv och intressant än vad några av deras samtida kollegor på andra ställen på jordklotet lyckades med.
Dessa serier har i Sverige framför allt kunnat läsas i Kalle Ankas Pocket. Många av figurerna från denna period är fortfarande oupptäckta av den svenska publiken, men flera har också etablerat sig bra. De svenska översättarna av dessa serier har i många fall varit inkonsekventa i namngivandet av figurerna.
- Gideon von Anka (Gedeone de' Paperoni, 1956)
- Gittan (Brigitta, 1960)
- Johannes Näbbelin (Filo Sganga, 1961)
- Flängbert Anka (Sgrizzo Papero, 1964)
- Stroppenhielm (Anacleto Mitraglia, 1965)
- Ank-Sofie (Paperetta Ye'-Ye', 1966)
- Albert (Battista, 1967)
- Professor Leoful (Zantaf, 1968)
- Stål-Kalle (Paperinik, 1969)
- Kalle Vildand (Mac Paperin, 1975)
- OK Kvack (OK Quack, 1981)
- Sven Snokare (Umperio Bogarto, 1982)
- Ansjovius (Acciuga, 1982)
- Lille Gummi (Little Gum, 1988)
- Spectrus (Spectrus, 1990)
- Lola Lurk (Lola Papero, 1996)

### Brasilianska figurer
Förutom i hemlandet USA, i norra Europa och i Italien, har en stor mängd Disneyserier med figurer från Kalle Ankas universum producerats även i Brasilien. Dessa har med tiden gett upphov till en enorm mängd återkommande figurer, men då endast en mycket liten bråkdel av de brasilianska serierna publicerats på svenska är så gott som samtliga ännu helt okända även för de mest inbitna svenska disneyfansen.
- Lill-Knase Anka (Biquinho, 1982)

### Figurer från de tecknade långfilmerna
Huvudartikel: Lista över figurer i Disneys tecknade filmer
Ett antal figurer som skapats för det hittills fyrtiotal tecknade långfilmer som kallas Disneyklassiker har även vid enstaka tillfällen träffat på Kalle och de andra ankorna. I de allra flesta fall är dock dessa möten att betrakta som crossovers, och figurerna därmed inte del av Kalles värld. Det finns dock ett par figurer som gjort sig så hemmastadda bland ankorna att de har blivit en given del av Kalles värld.
- Jack och Gus (Jaq and Gus) ur filmen Askungen (1950) har bott på Farmor Ankas gård sedan 1951.
- Madame Mim (Mad Madam Mim) skapades för Svärdet i stenen (1963) och har sedan 1964 ofta setts till i Kalle Ankas universum, gärna tillsammans med Magica eller Björnligan, och sin älskade katt Fräsis (Spitfire), skapad för serierna 1964.

### Figurer från senare kortfilmer
Även om Kalle Anka sedan Carl Barks i första hand har blivit en seriefigur, så levde han under lång tid även ett mycket aktivt liv som huvudfigur i sin egen kortfilmsserie på amerikanska biografer. Den första av dessa Donald Duck Cartoons släpptes 1937 och fram till 1965, då filmserien las ned, producerades 125 filmer. Utöver detta fanns Kalle-kortfilmer även med i tre av 1940-talets Disneyklassiker - Saludos Amigos, Tre Caballeros och Jag spelar för dig.
Dessa filmer gav också de upphov till en handfull återkommande figurer, som dock bara i undantagsfall har setts till i serietidningarna. Trots detta har de en viktig plats i Kalle Ankas universum. På senare år har de flesta av dessa figurer återupplivats i TV-serierna Musses verkstad och Hos Musse.
- Piff och Puff (Chip 'n' Dale, 1943)
- José Carioca (José Carioca, 1944)
- Panchito Pistoles och Señor Martinez (Panchito Pistoles och Señor Martinez, 1945)
- Aracuan (The Aracuan bird, 1945)
- Stövelbaggen (Bootle Beetle, 1947)
- Bergslejonet Louie (Louie the Mountain Lion, 1950)
- Björnen Humphrey (Humphrey the Bear, 1950)
- Audubon J. Woodlore (Audubon J. Woodlore, 1954)

### Don Rosas släktträd
1993 presenterade Don Rosa, framför allt med utgångspunkt i Carl Barks serier, sitt Kalle Ankas släktträd. Ankistisk släktforskning har länge varit en favoritsysselsättning bland ankister, och bland fans världen över är Rosas släktträd idag allmänt erkänt (möjligen kan undantaget sägas vara Italien, där man utvecklat persongalleriet så mycket att Rosas träd, när det presenterades, väckte mer frågor än det gav svar).
Följande personer fanns med i släktträdet, med de namn som presenteras nedan. De är fördelade på trädets tre huvudlinjer, från de äldsta medlemmarna till de yngsta. De figurer som redan var etablerade är länkade till ovan, men finns med här för helhetsbildens skull.

#### Klanen von Anka
- Sir Smocko Anka (Sir Eider McDuck)
- Sir Kvack McAnka (Sir Quackly McDuck)
- Sir Tjocko Anka (Sir Roast McDuck), far till Sanko Anka.
- Sir Sanko Anka (Sir Swamphole McDuck)
- Sir Stuffo Anka (Sir Stuft McDuck)
- Styrman Malkolm Anka (Malcolm McDuck)
- Havbard von Anka (Hugh "Seafoam" McDuck), farfar till Jonas von Anka och "Lort" Titus von Anka.
- Jonas von Anka (Quagmire McDuck)  är äldre bror till Titus von Anka, Joakim von Ankas farfar.
- "Lort" Titus von Anka även kallad "Lort"-Titus von Anka (Dirty Dingus McDuck) är man till Molly Vigg och Joakim von Ankas farfar och bror till Jonas von Anka. Han är också far till Fergus von Anka, Jakob von Anka och Angus von Anka. Han var kolgruvearbetare.
- Molly Vigg (Molly Mallard) är gift med -Titus von Anka fick tre barn: Angus von Anka, Fergus von Anka och Jakob von Anka. Molly är Joakim von Ankas farmor.
- Angus "Blötsopp" von Anka (Angus "Pothole" McDuck) (1829-(1900) bror till Joakim von Ankas far. Han var flodbåtskapten i Amerika och anställde Joakim von Anka som matros och tävlade mot Björnligan om att hitta en skatt. Det var Angus som gav Joakim idén till pengabingen.
- Jakob von Anka (Jake McDuck) skapades av Don Rosa. Jakob var yngste sonen till Titus von Anka och Molly Vig. Jakob hade två bröder: Angus von Anka och Fergus von Anka. Jakob är farbror åt Joakim von Anka.
- Fergus "Scotty" von Anka (Fergus McDuck), far till Joakim von Anka, Matilda von Anka och Hortensia von Anka.
- Dunhilde O'Rapp (Downy O'Drake), gift med Fergus von Anka, mor till Joakim von Anka, Matilda von Anka och Hortensia von Anka.
- Joakim von Anka (Scrooge McDuck)
- Matilda von Anka (Matilda McDuck)
- Hortensia von Anka (Hortense McDuck)

#### Ätten Anka
- Jungman Carlo Anka (Pintail Duck)
- Elias "Farfar" Anka (Humperdink Duck)
- Kvacke Anka (Quackmore Duck)
- Doris Anka (Daphne Duck)
- Gåsfrid Lukas (Goostave Gander)
- Unkas Anka (Eider Duck)
- Lucinda Lom (Lulubelle Loon)
- Dumbella "Della" Anka (Della Duck)
- Knattarnas okände far  "...anka?"
- Karl Magnus "Kalle" Anka (Donald Duck)
- Alexander Lukas (Gladstone Gander)
- Knase Anka (Fethry Duck)
- Snorke Anka (Abner "Whitewater" Duck)
- Knatte Anka (Huey Duck)
- Fnatte Anka (Dewey Duck)
- Tjatte Anka (Louie Duck)

#### Släkten Knös
- Cornelius Knös (Cornelius Coot)
- Cyprianus Knös (Clinton Coot)
- Selma Snatterand (Gertrude Gadwall)
- Elvira Augusta "Farmor" Anka, född Knös (Elvira "Grandma" Coot)
- Kurre Knös (Casey Coot)
- Dora Dopping (Gretchen Grebe)
- Pelle Sothöna (Cuthbert Coot)
- Fanny Knös (Fanny Coot)
- Gabriel Gås (Luke Goose)
- Mårten Gås (Gus Goose)

#### "Vänner till familjen"
Förutom de som figurerade i själva släktträdet inflikade Rosa även ett antal porträtt på "Vänner till familjen" vid sidan av själva trädet:
- Kajsa Anka (Daisy Duck)
- Kicki Anka (April Duck)
- Pippi Anka (May Duck)
- Titti Anka (June Duck)
- Oppfinnar-Jocke Johansson (Gyro Gearloose)

### TV-serier
I mitten av 1980-talet började Walt Disney Company att producera tecknade TV-serier. En av de första, och hittills mest populära, var Duck Tales, som sändes mellan 1987 och 1990 med Farbror Joakim och Knattarna i huvudrollerna. Duck Tales fick sedermera en spinoff i Darkwing Duck - en parodi på bl.a. Batman och James Bond - som sändes från 1991 till 1994, och 1996 visades Quack Pack, där man kunde följa Knattarnas liv som tonåringar. Kärnan i dessa serier utgjordes av redan kända figurer (för närmare detaljer om vilka se respektive series artikel) men här gjordes även flera nya återkommande bekantskaper.
Samtliga dessa TV-serier spred sig också till serietidningsmediet. I Sverige är det dock nästan uteslutande Duck Tales-serierna som har publicerats - dessa förekom å andra sidan synnerligen ofta i Kalle Anka & C:o och de andra svenska disneytidningarna under hela 1990-talet. Idag är de dock i det närmaste helt försvunna från den svenska marknaden.
Även i de båda TV-serierna Musses verkstad (1999-2000) och Hos Musse (2001-2002) figurerar en mängd figurer från Kalles universum, då tillsammans med figurerna i Musses universum (med andra ord en återgång till situationen så som den såg ut i 30-talets kortfilmer). I Hos Musse ses även flera gamla bekanta från Disneyklassikerna och andra Disneyproduktioner. Ingen av dessa två serier gav dock upphov till några nya återkommande figurer.

#### Ducktales
- Sigge McKvack (Launchpad McQuack)
- Anki (Webby Vanderquack)
- Fru Matilda (Mrs. Bentina Beakley)
- Albert (Duckworth)
- Dufus (Doofus Drake)
- Mamma Buse (Ma Beagle)
- Poe de Hex (Poe de Spell)
- Bubba och Fossing (Bubba the Caveduck och Tootsie the Triceratops)
- Fenton Spadrig alias Gizmokvack (Fenton Crackshell och Gizmo Duck)
- Gandra Di (Gandra Dee)
- Madame Spadrig (M'ma Crackshell)
- Dijon (Dijon the Thief)

#### Darkwing Duck
- Darkwing Duck alias Drake Mallard (DarkWing Duck och Drake Mallard)
- Gåsalin Mallard (Gosalyn Mallard)
- Ture Fummelfot (Honker Muddlefoot)
- Allan Fummelfot (Herb Muddlefoot)
- Doris Fummelfot (Binkie Muddlefoot)
- Bert Fummelfot (Tank Muddlefoot)
- Morgana MacAber (Morgana McCawber)
- Negaduck (Negaduck)
- Megavolt (Megavolt)
- Kvickrot (Bushroot)
- Kvackerjack (Quackerjack)
- Vattenskräcken (The Liquidator)
- Järnnäbb (Steelbeak)
- P-G Boss (J. Gander Hooter)
- Agent Gryzlikoff (Agent Grizzlykoff)
- dr. Sara Bellum (Dr. Sara Bellum)
- Ammonia Klorén (Ammonia Pine)

#### Quack Pack
- Kent Korre (Kent Powers)
- Tagge (Knuckles)
- Gwumpki (Gwumpi)
- Moltoc (Moltoc)

## Platser och byggnader
Huvudartikel: Platser i Kalle Ankas universum

## Föremål och ämnen
Huvudartikel: Föremål och begrepp i Kalle Ankas universum